# Georges Koskotas
 (septembre 2019).
Si vous disposez d'ouvrages ou d'articles de référence ou si vous connaissez des sites web de qualité traitant du thème abordé ici, merci de compléter l'article en donnant les références utiles à sa vérifiabilité et en les liant à la section « Notes et références ».
Georges Koskotas (en grec moderne : Γιώργος Κοσκωτάς / Yórgos Koskotás) est un homme d'affaires grec, qui ayant prétendument fait fortune aux États-Unis, retourne en Grèce, où il achète une banque, un club de football et quantité de journaux. 

## Biographie
Après plusieurs achats de sociétés en Grèce, il devint une des principales personnalités du monde de la finance grecque.
Cependant, en octobre 1988, il apparaît que sa fortune américaine est entièrement fictive. L'escroc s'enfuit le 7 novembre 1988 et fut retrouvé aux États-Unis où il fut incarcéré dans une prison du Massachusetts. Dès octobre 1988, il commença alors à lancer des accusations impliquant les plus hautes personnalités du parti socialiste au pouvoir en Grèce, le Mouvement socialiste panhellénique (Pasok). En mars 1989, dans une interview dans le magazine Time, il confirme qu'il aurait remis au Premier ministre un montant de 20 millions de dollars en billets de 5 000 drachmes contenus dans une quarantaine de valises et remises en main propre au plus proche conseiller du Premier ministre. Ce pot-de-vin aurait été donné pour obtenir certains passe-droits et une promesse d'achat d'un quotidien athénien. Il affirme avoir mis en lieu sûr des lettres et agendas afin de protéger sa vie.
Le 6 mars 1989, il porte des accusations de « corruption » et de « crime » contre le Premier ministre socialiste Andréas Papandréou déjà affaibli par des problèmes politiques, d'autres problèmes de santé et même des problèmes sentimentaux. Le 19 mars, un rassemblement à Athènes, réunit plus d'un million de manifestants contre les socialistes grecs. Ces accusations aboutissent aux élections législatives du 18 juin 1989 à une défaite importante du Pasok qui, avec 39 % des voix, perd la majorité absolue.
Georges Koskotas est condamné à 25 ans de prison pour un détournement de 33 milliards de drachmes (230 millions de dollars) à la banque de Crète. Il est sorti de prison en mars 2001 après avoir purgé les 3/5 de sa peine.